# De tobbe
Le tub (Nederlands: De tobbe) is een schilderij van de Franse kunstschilder Edgar Degas, geschilderd in 1886, pastel op papier, 60 × 83 centimeter. Het toont een jonge vrouw die zich aan het baden is een tobbe, geschilderd in een door het impressionisme en japonisme beïnvloedde stijl. Het schilderij bevond zich aanvankelijk in de collectie van de graaf Isaac de Camondo, werd in 1911 nagelaten aan het Musée du Louvre en is thans uitgeleend aan het Musée d'Orsay te Parijs.

## Context
Vanaf 1880 begon het gezichtsvermogen van Degas sterk te verminderen. Hij ging daarom steeds vaker met pastels werken, omdat dit minder precisie vereiste tijdens het werken. In zijn pastels brengt hij korte, parallelle streepjes aan die samen een structuur vormen. Deze structuur wordt pas zichtbaar wanneer het werk voltooid is. Door verschillende lagen boven op elkaar te leggen, vermengen zich de kleuren.
Het latere oeuvre van Degas omvat tal van intieme studies van vrouwen, vaak naakten. Tijdens de achtste en laatste grote impressionistententoonstelling van 1886 exposeerde hij een zestal werken waarop hij naakte vrouwen afbeeldt in terloopse, alledaagse poses, vaak aan hun toilet. Deze werken veroorzaakten een schok bij het publiek, omdat het volledig afweek van het klassieke afstandelijke, geïdealiseerde beeld van de vrouw zoals dat toentertijd in de schilderkunst gangbaar was. Degas schilderde levensechte vrouwen, in een terloopse houding, vanuit onorthodoxe gezichtspunten, alsof ze bespied werden. Een deel van het publiek beschouwde dit als vulgair. Sommige critici betitelden zijn werk zelfs als ‘beestachtig’.

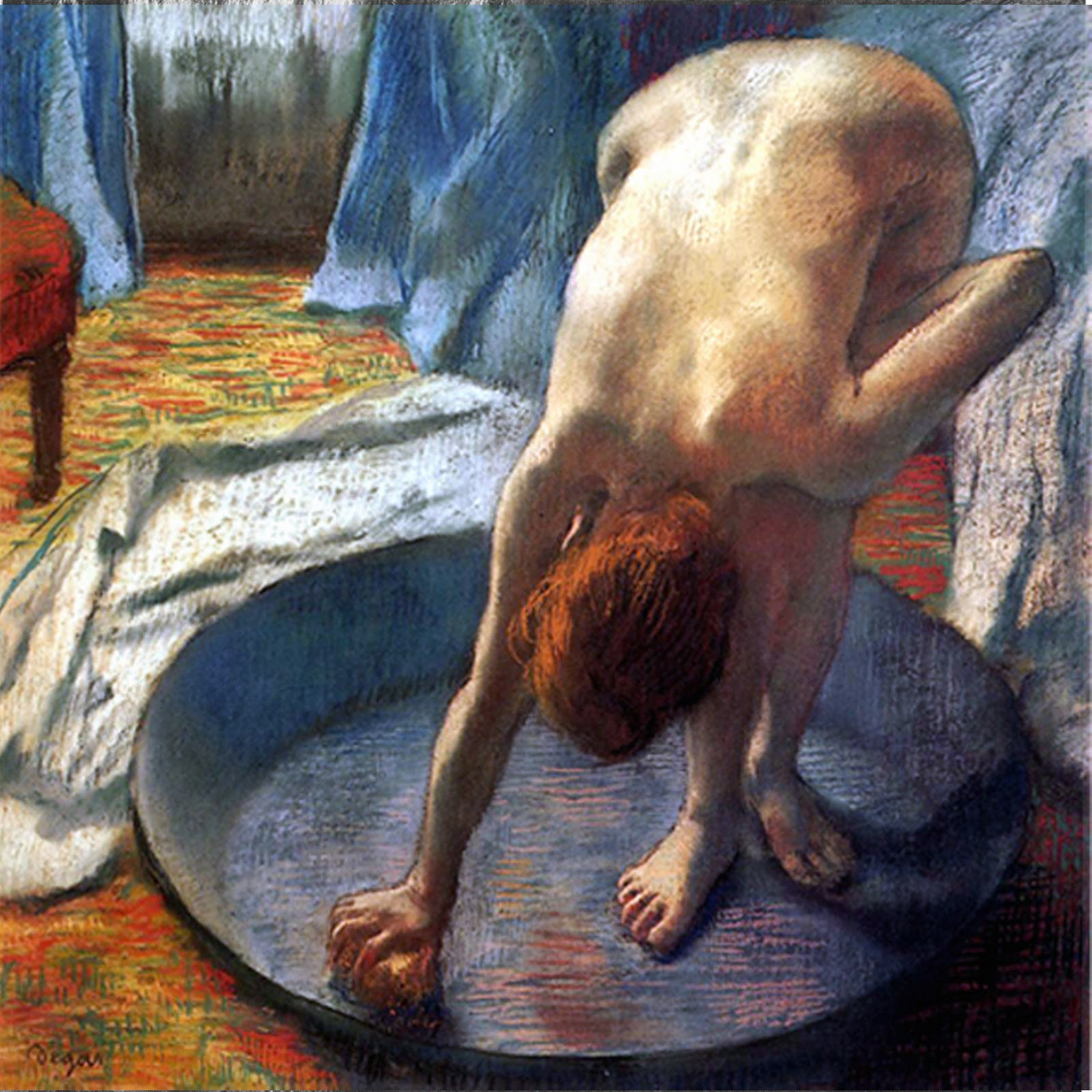
Ander naakt van Degas uit dezelfde serie, 1886

## Afbeelding en invloeden
Degas geeft in De tobbe op realistische wijze een intiem ogenblik weer uit het moderne leven, bezien vanuit een enigszins verhoogd standpunt: een badende vrouw met rechts op een tafel haar toiletspullen. De badende vrouw lijkt als het ware betrapt tijdens een onbespied ogenblik, een momentaan tafereel zoals Degas dat vaker prefereerde. Ooit beschreef hij zichzelf als een observator in een klein hoekje 'kijkend naar zijn modellen als door een sleutelgat'. Met deze opmerking haalde hij het verwijt van voyeurisme op zich. Het was echter wel precies zoals hij het wilde: een objectieve registratie van schijnbaar alledaagse mensen op momenten dat ze zich die registratie niet bewust waren. We zien dat in zijn ballet-werken. Het geldt bij uitstek voor De tobbe. De situaties die hij schilderde bleken echter minder terloops dan ze leken, maar werden in feite zorgvuldig door hem gearrangeerd.

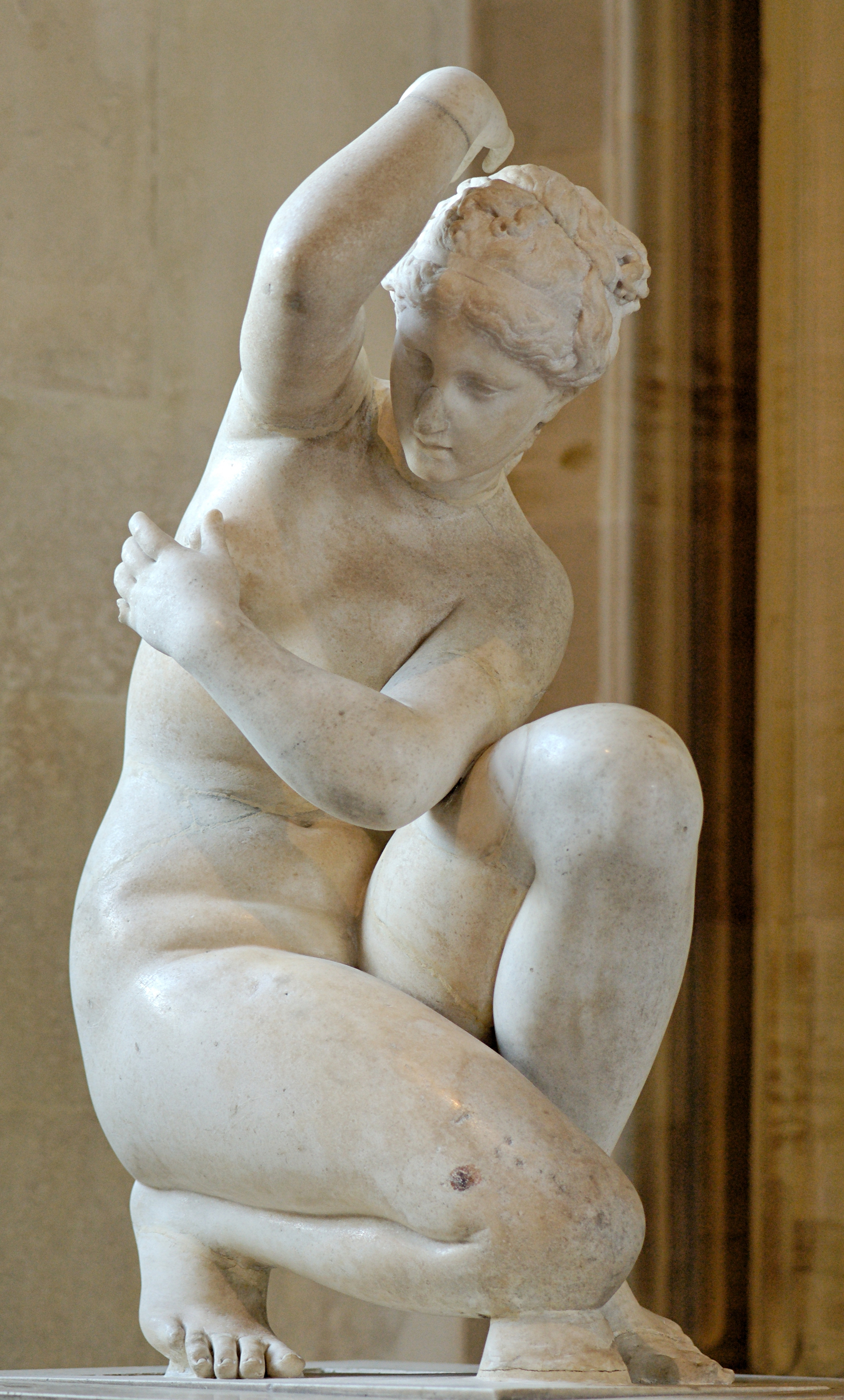
Knielende Aphrodite

In feite combineert Degas in De tobbe een tijdloos naakt met een klassiek stilleven tot een intieme compositie. Het laat zijn interesse zien voor de natuurlijke zuiverheid van vormen en bewegingen. We zien diverse invloeden terugkomen die de meeste van zijn latere werken typeren. In de verwrongen pose van het model kan het klassieke standbeeld van de knielende Aphrodite worden herkend, dat Degas kende van het Louvre. In de lijnen van het lichaam is duidelijk zijn klassieke scholing terug te vinden. In de preciesheid van de tekening kan de invloed van Ingres worden herkend. In de afbeelding en perspectiefhantering baseert hij zich echter op de Japanse prentkunst, dat in de jaren 1880 erg populair was in Parijs. Ook de afsnijding door de tafel rechts, waardoor het schilderij in twee gescheiden helften wordt verdeeld, en het aanzicht van boven wijst op Japanse invloeden. De invloed van het impressionisme ten slotte is zichtbaar in de kleuren, het licht en de teksturen, die hij hier vormgeeft met parallelle streepjes. Daarbij gebruikt hij in nieuwe technieken, zoals het streekgewijs naast elkaar zetten van tinten, waardoor de vorm soms vervaagt en soms juist beter uitkomt.
De tobbe werd bewonderd door Henri Toulouse-Lautrec, Henri Matisse en Pablo Picasso. Toulouse-Lautrect liet zich door het schilderij inspireren tot zijn bekende portret Rouge - La toilette. Picasso prees het werk om haar 'delicate schoonheid'.

## Beeldhouwkunst
De tobbe is ook de naam van een beeldhouwwerk van Degas (ook wel 'het bad' genaamd'). Het Stedelijk Museum in Amsterdam bezit een exemplaar dat meestal in de vaste opstelling te vinden is. Het beeld bestaat uit een naakte jonge vrouw in een tobbe, zoals ook op het schilderij, maar in dit geval ligt de vrouw ontspannen in de tobbe met haar hoofd, voet en hand op de rand. Het werk wordt door kunstkenners beschouwd als een van de toonaangevende werken van de 19e eeuw, onder meer door het gebruik van 'objects trouves' of 'ready mades'. Het origineel waar vanuit de bronzen serie van beelden gegoten is heeft een ondergrond van in gips gegoten textiel en de tobbe van het beeld is daadwerkelijke tobbe (van lood).
De gegoten beeldserie van 24 (waarvan 22 bedoeld voor de verkoop) is bijzonder omdat deze verschillende soorten brons bevat die het gebruik van verschillende materialen in het origineel benadrukken.